# 第26SS武装擲弾兵師団
第26SS武装擲弾兵師団 （ハンガリー第2）（独: 26. Waffen-Grenadier-Division der SS (ungarische Nr. 2) ）は、武装親衛隊の師団である。
師団はシレジアにある訓練施設で1944年12月27日、編成され、1月初旬、師団はさらなる訓練を行った。師団将兵の大部分がハンガリー人で構成されており、ハンガリー軍、一般市民が参加していた。
師団は戦争末期に編成されており、第25SS武装擲弾兵師団 フニャディ（ハンガリー第1）がすでに編成されていたことからハンガリー第2の称号が付けられた。

## 師団長
| 着任       | 離任      | 階級（当時） | 氏名                                 |
| ---------- | --------- | ------------ | ------------------------------------ |
| 1944年11月 | 1945年1月 | 親衛隊大佐   | ロルフ・ティーマン （Rolf Tiemann）  |
| 1945年1月  | 1945年3月 | 親衛隊少将   | ベルトルト・マック （Berthold Mack） |
| 1945年3月  | 1945年5月 | 親衛隊中将   | ヨゼフ・グラッシー （Jozef Grassy）  |